# 傅祗
傅祗（245年—312年），字子莊，北地郡泥陽縣人。曹魏太常傅嘏之子，西晉時重要官員，永嘉之亂後設行臺向各地募集義軍試圖營救被俘的晉懷帝。

## 生平
傅嘏於正元二年（255年）逝世，傅祗繼嗣承襲陽鄉侯爵位，咸熙元年（264年）復建五等爵，傅祗因父功改封涇原子。傅祗為人至孝，年少已知名，以才能和識見明達精練見稱。
傅祗先後擔任太子舍人、散騎黃門郎和滎陽太守等職，任滎陽太守期間建造沈萊堰解決影響兗豫兩州黃河泛濫的問題，百姓因而為傅祗立碑稱頌。傅祗後兼廷尉，又遷任散騎常侍、左軍將軍。
太熙元年（290年），晉武帝司馬炎逝世。遺體尚未下葬，輔政的太傅楊駿卻為取悅人心，打算進封眾人封爵。傅祗則寫信給楊駿，以皇帝新死，臣下不應論功為由反對，但楊駿不聽。不久傅祗調任侍中。元康元年（291年），賈后密謀誅除楊駿，當時有宮中發生事變的傳聞，洛陽宮南門雲龍門封閉，楊駿召集眾官到府第商議，但楊駿最終未能決定有作何行動。傅祗於是自請與尚書武茂入宮察看情形，作揖而走，其餘一眾官員亦離開。當晚楊駿就被誅殺。楊駿死後，尚書左僕射荀愷因與太子少師裴楷不和，因而以裴楷兒子是楊駿女婿而將裴楷收付廷尉，而楊駿屬官很多也被送到廷尉審判。傅祗不單證明裴楷無罪，又以高平陵之變後司馬懿不誅殺曹爽司馬魯芝，日後更任用他為青州刺史的事例，上書表示不應一併誅除楊駿屬官。最終他們都獲下詔赦免。
傅祗及後改任司隸校尉，因在誅除楊駿一事的功勳而應封郡公，但傅祇堅決辭讓，只接受封靈州縣公。又分原四千戶食邑中的二千二百戶給幼子傅暢封爵；更以原本封爵賜給侄兒傅雋，改封為東明亭侯。同年，楚王司馬瑋以賈后假造的皇帝詔書誅除汝南王司馬亮和衛瓘，傅祗因接詔後遲疑而遭免官。一年後任光祿勳，後又因公事而免職。
元康六年（296年），氐人齊萬年獲秦雍兩州的氐族和羌族叛民推舉為主，並稱帝反晉。傅祗任行安西軍司，加散騎常侍，與安西將軍司夏侯駿一同討伐齊萬年，但無甚進展，直至三年後才在孟觀的努力下平定齊萬年。戰後曾先後任衛尉和散騎常侍，後加光祿大夫，門前施放行馬。
永康元年（300年），趙王司馬倫誅除賈后並輔政，任命傅祗為中書監，續任散騎常侍加光祿大夫，以穩定朝中眾人的心。傅祗雖然以病推辭，但司馬倫仍派御史帶他就職。王戎、陳準等人知傅祗就任，都安心地說：「傅公在事，吾屬無憂矣。」次年司馬倫篡位，傅祗改任右光祿大夫、開府，加侍中。四個月後司馬倫就被齊王司馬冏所領的討伐軍擊敗並被誅殺，並迎晉惠帝復位。傅祗即以曾經受司馬倫任命而請辭，但不被准許；及後廷尉以司馬倫篡位時的禪讓詔書出自中書省，追究中書監傅祗，但都獲赦免，及後更以傅祗並非撰寫詔書草稿者而恢復其光祿大夫官職。傅祗其後轉任太子少傅。
光熙元年（306年），晉惠帝逝世，皇太弟司馬熾（晉懷帝）即位，傅祗改任光祿大夫、侍中，不久加尚書右僕射、中書監。傅祗在當時作為首輔大臣，常常宣揚君臣之間謙讓的道理，令兩者之間和睦共處；同時又因通曉國家體制，亦多參與朝廷制度的事。傅祗後轉任左光祿大夫、開府，行太子太傅，侍中。永嘉五年（311年）升任司徒。
同年大將軍苟晞上表遷都倉垣，懷帝最終決意遷都，並派傅祗到河陰營治舟船準備懷帝水路交通之用，但懷帝礙於盜賊橫行而不能離開洛陽。及後漢國軍攻破洛陽，將懷帝擄至平陽。傅祗於是與苟晞共建行臺，設於河陰，以司徒、持節、大都督諸軍事身份傳檄四方，並派兒子傅宣與尚書令和郁向方鎮長官徵集義軍營救懷帝，自己屯盟津小城，命傅暢為河陰縣令，等待傅宣。次年漢國河內王劉粲進攻傅祗所駐的盟津，此時傅祗急病逝世，享年六十九歲。

## 子女
- 傅宣，傅祗子，娶弘農公主，官至御史中丞。
- 傅暢，傅宣弟，西晉官至秘書丞，行河陰令。後被石勒所捕，任大將軍右司馬。

## 延伸阅读
[在维基数据编辑]
 《晉書·卷047》，出自房玄齡《晉書》